# Philadelphia Naval Shipyard
Le Philadelphia Naval Shipyard, renommé par la suite Philadelphia Naval Business Center et anciennement connu comme le Philadelphia Navy Yard, est un ancien chantier naval qui fut le premier des États-Unis, ouvert en 1801.
Le Philadelphia Naval Shipyard a cessé ses activités en 1996. Le chantier naval a produit certains navires notables tels que le USS New Jersey, le USS LST-325 ou le USS Wisconsin.